# Scioperi antifascisti
Gli scioperi antifascisti furono una serie di scioperi avvenuti durante la seconda guerra mondiale in Nord Italia nel 1943 e nel 1944.

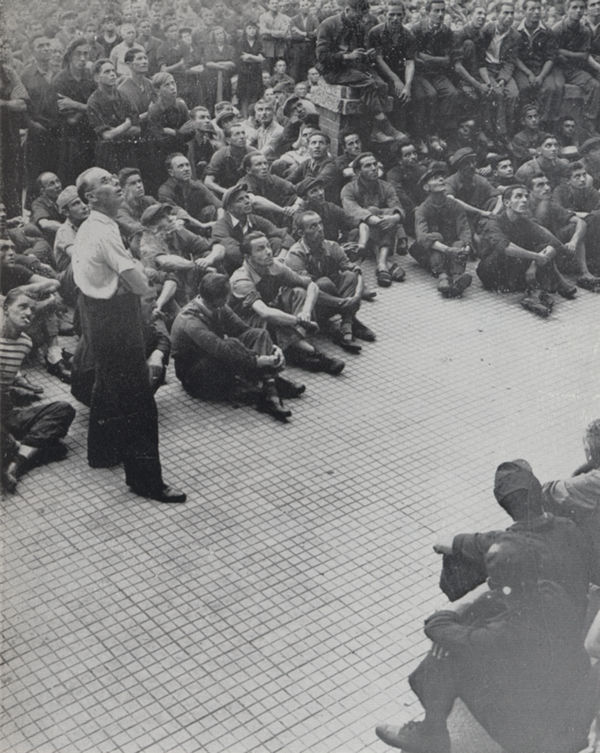
Operai in sciopero alla Breda di Sesto San Giovanni nel 1944.

## Contesto storico

### Il diritto allo sciopero nell'Italia fascista e nella RSI
Già nel 1925 con il Patto di Palazzo Vidoni con l'inizio del fascismo venne abolito il diritto allo sciopero, anche se fino all'approvazione della Carta del Lavoro ci furono gli ultimi scioperi illegali con a capo le forze comuniste clandestine.
Lo sciopero venne infine espressamente vietato dagli artt. 330-333 e 502 e ss. del nuovo codice penale del 1930 detto Codice Rocco.

### Cause degli scioperi
Le cause iniziali della prima manifestazione erano la scarsità di generi alimentari e per denunciare i prezzi troppo alti, infatti dal 1939 il costo della vita era raddoppiato a causa della guerra e c'erano stati nel 1943 molti licenziamenti nelle fabbriche milanesi, in seguito si aggiunsero la richiesta di cessazione della guerra e la repressione antioperaia, i partiti clandestini antifascisti inoltre ebbero sempre più un ruolo fondamentale negli scioperi e nel 1944 ebbero una connotazione politica.

### Le prime manifestazioni nel 1942
Il 2 maggio 1942 a Carbonia vi fu il primo sciopero d'Italia durante il regime mussoliniano e la guerra, contro il caro vita, organizzato da cellule clandestine del partito comunista e diretto da Tito Morosini, delegato confederale del sindacato, corporativo e fascista, dei lavoratori, iniziato con l'astensione totale dal lavoro nei pozzi carboniferi di Sirai. Lo sciopero fu organizzato contro la Carbosarda perché, forte della condizione di azienda militarizzata, attuò un regime di sfruttamento con provvedimenti arbitrari come l'aumento del costo dei viveri di prima necessità negli spacci aziendali e il costo dell'energia, fino all'aumento degli affitti per le case dei minatori e per gli alberghi operai, in contrasto con gli accordi contrattuali, tanto che vi fu quasi subito un'unanime reazione di contrapposizione da tutti i lavoratori del bacino carbonifero del Sulcis. 
Il 26 maggio 1942 ci fu la prima manifestazione a Sesto San Giovanni (MI) dove manifestarono tra 200 e 400 donne per chiedere la distribuzione degli alimenti, protestare contro la scarsità del cibo e denunciare l'inflazione galoppante, la manifestazione durò tre ore; l'organizzatrice e le caporione vennero fermate per 6/7 ore e portate nelle carceri di Milano invece le altre manifestanti furono segnalate dalla Polizia (erano già state segnalate come ribelli dai Carabinieri).
Nella settimana di Natale alla Ercole Marelli di Sesto il Comitato italiano per la pace e la libertà diffuse dei volantini per la mobilitazione pacifista che ottennero il sostegno di molti operai, la diffusione dei volantini costò l'arresto a due persone.

## Scioperi del marzo 1943

L'Unità clandestina del 15 marzo rivendica gli scioperi torinesi

A inizio 1943 solo 100-200 operai sui 21.000 della Fiat avevano la tessera segreta del PCI.
Gli scioperi incominciarono il 5 marzo 1943 alla Fiat e si diffusero in tutto il triangolo industriale, dove oltre al PCI ebbero un ruolo fondamentale anche il PSI guidato da Pietro Nenni e il Partito d'Azione di Ugo La Malfa che si era da poco costituito; inoltre alle prime settimane del 1943 si era costituito a Milano l'embrione del Comitato di Liberazione Nazionale; negli scioperi fino al 15 marzo furono coinvolti 100.000 operai.
La causa del successo fu anche grazie all'edizione milanese dell'Unità che aveva ripreso la pubblicazione dell'edizione clandestina grazie a Giuseppe Gaeta "Mario" in una cascina di Vaprio d'Adda, questo contribuì anche alla diffusione dello sciopero nell'area milanese dopo la diffusione a Torino grazie anche ad un'ampia diffusione di volantinaggio clandestino; la prima fabbrica nell'area milanese che incominciò a scioperare fu il reparto bulloneria della Falck Concordia alle 13:30 del 22 marzo, dove gli operai fermarono i fascisti intervenuti a fermare la protesta.
Tra il 25 e il 30 marzo ci furono scioperi in fabbriche minori dell'hinterland milanese, invece a Milano scioperarono le grandi fabbriche della Breda, Pirelli, Ercole Marelli, Broggi, Magneti Marelli, Magnaghi, Isotta Fraschini, Borletti, Face, Caproni, Motomeccanica, OLAP e TIBB.

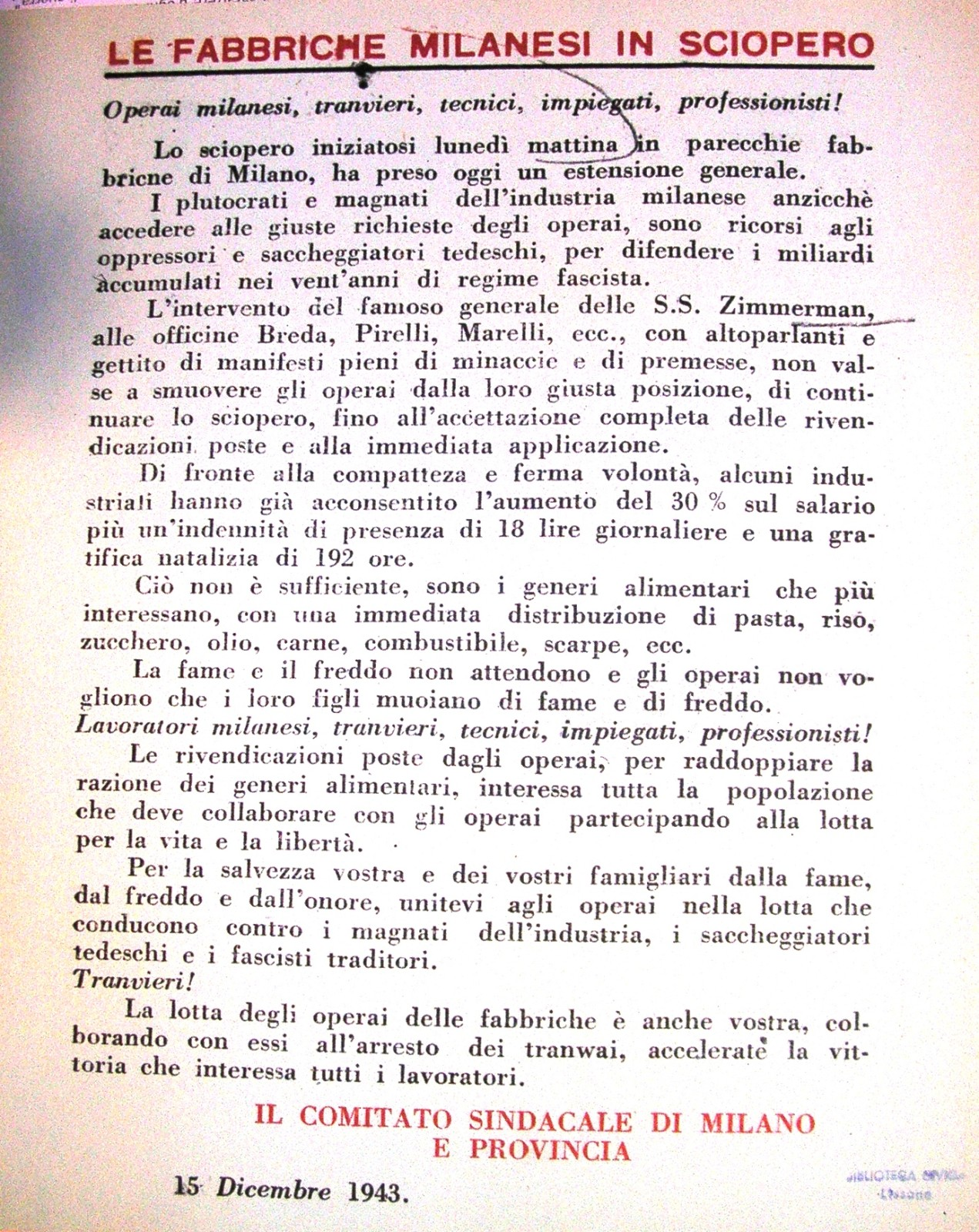
Foglio clandestino del PCI milanese del dicembre 1943.

Al Cotonificio Dell'Acqua di Legnano intervenne Tullio Cianetti, sottosegretario del Ministero delle corporazioni che venne preso a sassate dopo aver minacciato le operaie mentre alla Borletti le operaie della spoletteria zittirono Edoardo Malusardi gerarca del sindacato fascista milanese che era intervenuto con tre camion di poliziotti per sedare le scioperanti.
Nel milanese vennero arrestati 50 scioperanti che vennero processati dal Tribunale militare territoriale di Milano e liberati nell'agosto del 1943 dopo la caduta del regime, mentre alcuni dirigenti antifascisti vennero catturati e vennero portati nei lager. Morì a causa delle torture dell'OVRA Luigi Tavecchio nel carcere di San Vittore e l'organizzatrice degli scioperi e partigiana Gina Galeotti Bianchi venne uccisa dai tedeschi il giorno della liberazione nei pressi del Niguarda.
Gli scioperi furono al centro della riunione del direttorio del Partito Nazionale Fascista a Palazzo Venezia, Mussolini decise di rimuovere Aldo Vidussoni con Carlo Scorza alla guida del Partito e come Capo della Polizia venne messo Lorenzo Chierici al posto di Carmine Senise. Il Duce prese queste decisioni per l'incapacità del partito e delle autorità di avvertire i sintomi di quanto si preparava.

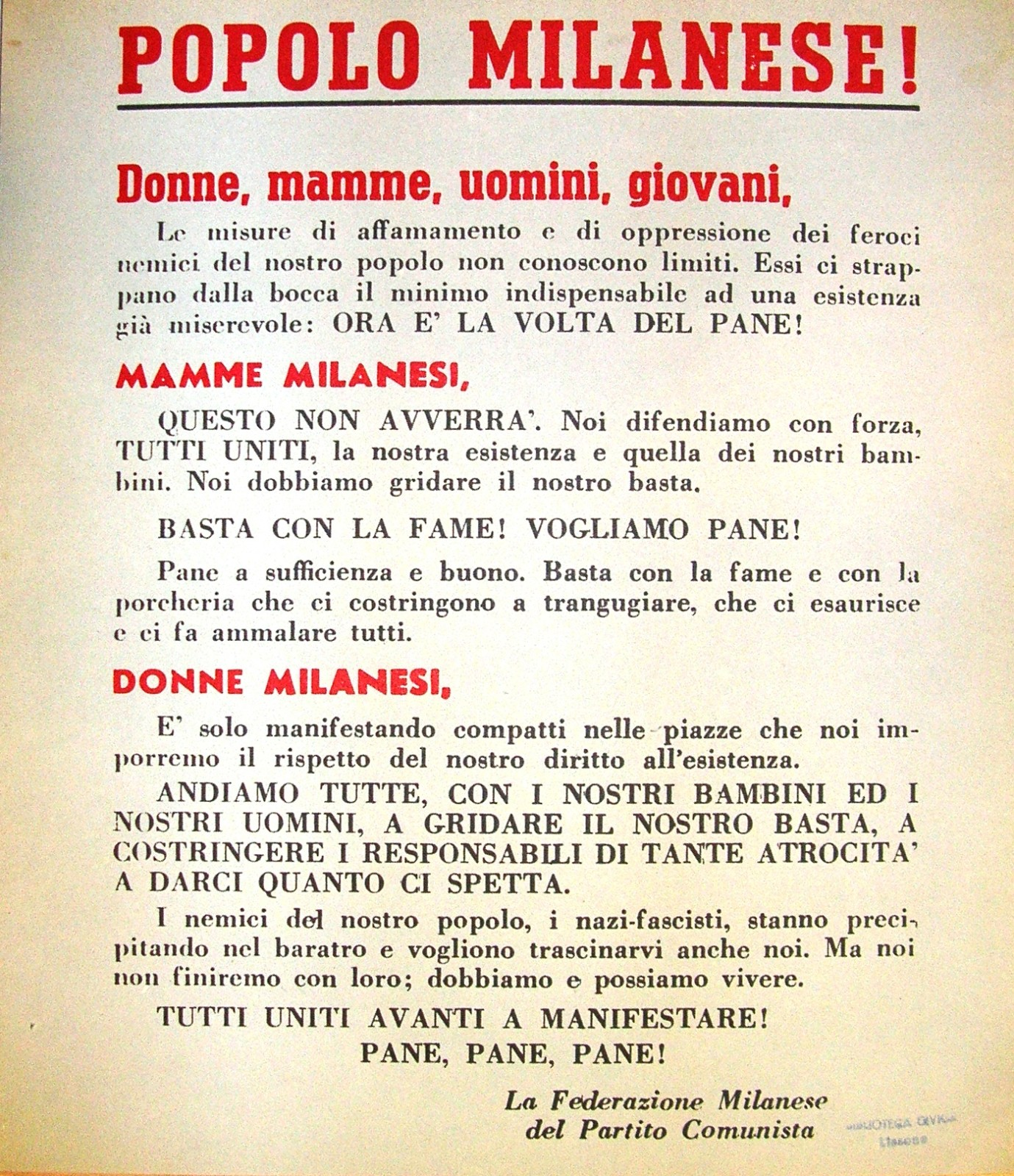
Foglio clandestino del PCI milanese del 1943 per una mobilitazione per richiedere pace e pane.

## Scioperi del marzo 1944
Gli scioperi del marzo 1944 ebbero una connotazione politica ancora più importante rispetto a quelli dell'anno prima e si concentrarono nel triangolo industriale. Secondo dati repubblichini agli scioperi del 1944 parteciparono 208.549 operai. A Milano gli scioperanti erano stati 119.000 in cinque giorni e a Torino 32.600 per tre giorni, venne ordinata la deportazione in Germania del 20% degli scioperanti (70.000 persone) secondo gli ordini di Hitler attraverso il suo ambasciatore presso la Repubblica Sociale Italiana, Rudolf Rahn; i tedeschi riuscirono a deportare in Germania forse solo 1.200 persone delle 70.000 previste.
Lo sciopero era incominciato il 1º marzo, il capo della provincia di Torino Paolo Zerbino aveva ordinato il giorno prima la messa in ferie delle fabbriche per evitare ogni agitazione, ma non riuscì ad evitare gli scioperi che partirono dagli stabilimenti Fiat; quindi il 2 marzo Zerbino minacciò la chiusura delle fabbriche, la perdita degli stipendi, arresti e deportazioni in campo di concentramento in Germania, licenziamento in tronco e perdita dell'esonero per i lavoratori che avevano l'obbligo del servizio militare.
Il 2 marzo lo sciopero nel torinese si diffuse alle fabbriche Zenith, Viberti, Ceat, Rasetti) e scioperano in 70.000 operai, il 3 marzo gli operai dei Grandi Motori Fiat furono attaccati dai militi fascisti all'uscita della fabbrica e lo stesso giorno i partigiani delle Brigate Garibaldi ordinarono lo sciopero in Valsesia, in Valle d'Aosta vennero compiuti atti di sostegno allo sciopero sabotando linee elettriche e impianti; mentre le formazioni partigiane a ovest di Torino cercarono di interrompere i collegamenti con le Valli di Lanzo, la Val di Susa, la Val Sangone e la zona di Pinerolo. Il 3 marzo vertici governativi ordinarono di presidiare ogni fabbrica con dei soldati, lo sciopero finì l'8 marzo quando il Comitato di agitazione decide la ripresa del lavoro.
L'adesione allo sciopero andò da un minimo del 50 al 100% dall'1° all'8 marzo 1944, la repressione voluta da Hitler con l'appoggio di Mussolini non ebbe i risultati sperati e almeno 70.000 persone passarono nelle file della Resistenza; lo sciopero non ebbe alcun risultato economico, non divenne insurrezione generale (come invece fu quella del 25 aprile 1945 che portò alla caduta della Repubblica Sociale Italiana) ma diede comunque un forte risultato politico alle autorità repubblichine e naziste.